# Marokkaans voetbalelftal onder 20 (mannen)
Het Marokkaans voetbalelftal onder 20 is het Marokkaans voetbalelftal voor spelers onder de 20 jaar. Het team vertegenwoordigt Marokko onder andere op het Wereldkampioenschap voetbal onder 20 en de Afrika Cup -20.

## Erelijst
| Competitie          | Winnaar           | Winnaar           | Runner-up         | Runner-up         | Derde             | Derde             | Vierde            | Vierde            |
| Competitie          | Aantal            | Jaren             | Aantal            | Jaren             | Aantal            | Jaren             | Aantal            | Jaren             |
| Intercontinentaal   | Intercontinentaal | Intercontinentaal | Intercontinentaal | Intercontinentaal | Intercontinentaal | Intercontinentaal | Intercontinentaal | Intercontinentaal |
| ------------------- | ----------------- | ----------------- | ----------------- | ----------------- | ----------------- | ----------------- | ----------------- | ----------------- |
| Wereldkampioenschap |                   |                   |                   |                   |                   |                   | 1×                | (4e) 2005         |
| Afrika Cup onder 20 | 1x                | 1997              | 1x                | 2025              | 1×                | 1987              | 1×                | (4e) 2005         |

| Competitie              | Winnaar           | Winnaar           | Runner-up         | Runner-up         | Derde             | Derde             | Vierde            | Vierde            |
| Competitie              | Aantal            | Jaren             | Aantal            | Jaren             | Aantal            | Jaren             | Aantal            | Jaren             |
| Intercontinentaal       | Intercontinentaal | Intercontinentaal | Intercontinentaal | Intercontinentaal | Intercontinentaal | Intercontinentaal | Intercontinentaal | Intercontinentaal |
| ----------------------- | ----------------- | ----------------- | ----------------- | ----------------- | ----------------- | ----------------- | ----------------- | ----------------- |
| Arab Nations Cup        | 1x                | 1989, 2011        |                   |                   |                   |                   |                   |                   |
| Jeux de la Francophonie | 2x                | 2001, 2017        | 2x                | 1989, 2013        | 1×                | 2009              | 1×                | (4e) 1994         |

## WK
| Wereldkampioenschap voetbal onder 20 | Wereldkampioenschap voetbal onder 20 | Wereldkampioenschap voetbal onder 20 | Wereldkampioenschap voetbal onder 20 | Wereldkampioenschap voetbal onder 20 | Wereldkampioenschap voetbal onder 20 | Wereldkampioenschap voetbal onder 20 | Wereldkampioenschap voetbal onder 20 |                     |
| Deelnames: 3 / 23                    | Deelnames: 3 / 23                    | Deelnames: 3 / 23                    | Deelnames: 3 / 23                    | Deelnames: 3 / 23                    | Deelnames: 3 / 23                    | Deelnames: 3 / 23                    | Deelnames: 3 / 23                    |                     |
| Jaar                                 | Plek                                 | Wed.                                 | W                                    | G                                    | V                                    | DV                                   | DT                                   |                     |
| ------------------------------------ | ------------------------------------ | ------------------------------------ | ------------------------------------ | ------------------------------------ | ------------------------------------ | ------------------------------------ | ------------------------------------ | ------------------- |
| 1977                                 | Groepsfase                           | 3                                    | 0                                    | 0                                    | 3                                    | 0                                    | 6                                    |                     |
| 1979                                 | Niet gekwalificeerd                  | Niet gekwalificeerd                  | Niet gekwalificeerd                  | Niet gekwalificeerd                  | Niet gekwalificeerd                  | Niet gekwalificeerd                  | Niet gekwalificeerd                  | Niet gekwalificeerd |
| 1981                                 | Niet gekwalificeerd                  | Niet gekwalificeerd                  | Niet gekwalificeerd                  | Niet gekwalificeerd                  | Niet gekwalificeerd                  | Niet gekwalificeerd                  | Niet gekwalificeerd                  | Niet gekwalificeerd |
| 1983                                 | Niet gekwalificeerd                  | Niet gekwalificeerd                  | Niet gekwalificeerd                  | Niet gekwalificeerd                  | Niet gekwalificeerd                  | Niet gekwalificeerd                  | Niet gekwalificeerd                  | Niet gekwalificeerd |
| 1985                                 | Niet gekwalificeerd                  | Niet gekwalificeerd                  | Niet gekwalificeerd                  | Niet gekwalificeerd                  | Niet gekwalificeerd                  | Niet gekwalificeerd                  | Niet gekwalificeerd                  | Niet gekwalificeerd |
| 1987                                 | Niet gekwalificeerd                  | Niet gekwalificeerd                  | Niet gekwalificeerd                  | Niet gekwalificeerd                  | Niet gekwalificeerd                  | Niet gekwalificeerd                  | Niet gekwalificeerd                  | Niet gekwalificeerd |
| 1989                                 | Niet gekwalificeerd                  | Niet gekwalificeerd                  | Niet gekwalificeerd                  | Niet gekwalificeerd                  | Niet gekwalificeerd                  | Niet gekwalificeerd                  | Niet gekwalificeerd                  | Niet gekwalificeerd |
| 1991                                 | Niet gekwalificeerd                  | Niet gekwalificeerd                  | Niet gekwalificeerd                  | Niet gekwalificeerd                  | Niet gekwalificeerd                  | Niet gekwalificeerd                  | Niet gekwalificeerd                  | Niet gekwalificeerd |
| 1993                                 | Niet gekwalificeerd                  | Niet gekwalificeerd                  | Niet gekwalificeerd                  | Niet gekwalificeerd                  | Niet gekwalificeerd                  | Niet gekwalificeerd                  | Niet gekwalificeerd                  | Niet gekwalificeerd |
| 1995                                 | Niet gekwalificeerd                  | Niet gekwalificeerd                  | Niet gekwalificeerd                  | Niet gekwalificeerd                  | Niet gekwalificeerd                  | Niet gekwalificeerd                  | Niet gekwalificeerd                  | Niet gekwalificeerd |
| 1997                                 | Achtste finale                       | 4                                    | 1                                    | 2                                    | 1                                    | 5                                    | 4                                    |                     |
| 1999                                 | Niet gekwalificeerd                  | Niet gekwalificeerd                  | Niet gekwalificeerd                  | Niet gekwalificeerd                  | Niet gekwalificeerd                  | Niet gekwalificeerd                  | Niet gekwalificeerd                  | Niet gekwalificeerd |
| 2001                                 | Niet gekwalificeerd                  | Niet gekwalificeerd                  | Niet gekwalificeerd                  | Niet gekwalificeerd                  | Niet gekwalificeerd                  | Niet gekwalificeerd                  | Niet gekwalificeerd                  | Niet gekwalificeerd |
| 2003                                 | Niet gekwalificeerd                  | Niet gekwalificeerd                  | Niet gekwalificeerd                  | Niet gekwalificeerd                  | Niet gekwalificeerd                  | Niet gekwalificeerd                  | Niet gekwalificeerd                  | Niet gekwalificeerd |
| 2005                                 | 4e Plaats                            | 7                                    | 3                                    | 1                                    | 3                                    | 11                                   | 10                                   |                     |
| 2007                                 | Niet gekwalificeerd                  | Niet gekwalificeerd                  | Niet gekwalificeerd                  | Niet gekwalificeerd                  | Niet gekwalificeerd                  | Niet gekwalificeerd                  | Niet gekwalificeerd                  | Niet gekwalificeerd |
| 2009                                 | Niet gekwalificeerd                  | Niet gekwalificeerd                  | Niet gekwalificeerd                  | Niet gekwalificeerd                  | Niet gekwalificeerd                  | Niet gekwalificeerd                  | Niet gekwalificeerd                  | Niet gekwalificeerd |
| 2011                                 | Niet gekwalificeerd                  | Niet gekwalificeerd                  | Niet gekwalificeerd                  | Niet gekwalificeerd                  | Niet gekwalificeerd                  | Niet gekwalificeerd                  | Niet gekwalificeerd                  | Niet gekwalificeerd |
| 2013                                 | Niet gekwalificeerd                  | Niet gekwalificeerd                  | Niet gekwalificeerd                  | Niet gekwalificeerd                  | Niet gekwalificeerd                  | Niet gekwalificeerd                  | Niet gekwalificeerd                  | Niet gekwalificeerd |
| 2015                                 | Niet gekwalificeerd                  | Niet gekwalificeerd                  | Niet gekwalificeerd                  | Niet gekwalificeerd                  | Niet gekwalificeerd                  | Niet gekwalificeerd                  | Niet gekwalificeerd                  | Niet gekwalificeerd |
| 2017                                 | Niet gekwalificeerd                  | Niet gekwalificeerd                  | Niet gekwalificeerd                  | Niet gekwalificeerd                  | Niet gekwalificeerd                  | Niet gekwalificeerd                  | Niet gekwalificeerd                  | Niet gekwalificeerd |
| 2019                                 | Niet gekwalificeerd                  | Niet gekwalificeerd                  | Niet gekwalificeerd                  | Niet gekwalificeerd                  | Niet gekwalificeerd                  | Niet gekwalificeerd                  | Niet gekwalificeerd                  | Niet gekwalificeerd |
| 2021                                 | Geannuleerd                          | Geannuleerd                          | Geannuleerd                          | Geannuleerd                          | Geannuleerd                          | Geannuleerd                          | Geannuleerd                          | Geannuleerd         |
| 2023                                 | Niet gekwalificeerd                  | Niet gekwalificeerd                  | Niet gekwalificeerd                  | Niet gekwalificeerd                  | Niet gekwalificeerd                  | Niet gekwalificeerd                  | Niet gekwalificeerd                  | Niet gekwalificeerd |
| 2025                                 | Gekwalificeerd                       | Gekwalificeerd                       | Gekwalificeerd                       | Gekwalificeerd                       | Gekwalificeerd                       | Gekwalificeerd                       | Gekwalificeerd                       | Gekwalificeerd      |
| Totaal                               |                                      | 14                                   | 4                                    | 3                                    | 7                                    | 16                                   | 20                                   |                     |

## Afrika Cup onder 20
| Afrikaans kampioenschap voetbal onder 20 | Afrikaans kampioenschap voetbal onder 20 | Afrikaans kampioenschap voetbal onder 20 | Afrikaans kampioenschap voetbal onder 20 | Afrikaans kampioenschap voetbal onder 20 | Afrikaans kampioenschap voetbal onder 20 | Afrikaans kampioenschap voetbal onder 20 | Afrikaans kampioenschap voetbal onder 20 |  |
| Deelnames: 12 / 23                       | Deelnames: 12 / 23                       | Deelnames: 12 / 23                       | Deelnames: 12 / 23                       | Deelnames: 12 / 23                       | Deelnames: 12 / 23                       | Deelnames: 12 / 23                       | Deelnames: 12 / 23                       |  |
| Jaar                                     | Plek                                     | Wed.                                     | W                                        | G                                        | V                                        | DV                                       | DT                                       |  |
| ---------------------------------------- | ---------------------------------------- | ---------------------------------------- | ---------------------------------------- | ---------------------------------------- | ---------------------------------------- | ---------------------------------------- | ---------------------------------------- |  |
| 1978                                     | Achtse finale                            | 2                                        | 0                                        | 1                                        | 1                                        | 0                                        | 2                                        |  |
| 1981                                     | Groepsfase                               | 2                                        | 1                                        | 0                                        | 1                                        | 1                                        | 1                                        |  |
| 1983                                     | Kwartfinale                              | 4                                        | 2                                        | 1                                        | 1                                        | 7                                        | 3                                        |  |
| 1985                                     | Kwartfinale                              | 4                                        | 2                                        | 1                                        | 1                                        | 4                                        | 3                                        |  |
| 1987                                     | Vierde plek                              | 6                                        | 4                                        | 0                                        | 2                                        | 10                                       | 4                                        |  |
| 1989                                     | Groepsfase                               | 2                                        | 1                                        | 0                                        | 1                                        | 2                                        | 2                                        |  |
| 1991                                     | Niet gekwalificeerd                      | Niet gekwalificeerd                      | Niet gekwalificeerd                      | Niet gekwalificeerd                      | Niet gekwalificeerd                      | Niet gekwalificeerd                      | Niet gekwalificeerd                      |  |
| 1993                                     | Groepsfase                               | 3                                        | 1                                        | 0                                        | 2                                        | 4                                        | 6                                        |  |
| 1995                                     | Niet gekwalificeerd                      | Niet gekwalificeerd                      | Niet gekwalificeerd                      | Niet gekwalificeerd                      | Niet gekwalificeerd                      | Niet gekwalificeerd                      | Niet gekwalificeerd                      |  |
| 1997                                     | Winnaar                                  | 5                                        | 3                                        | 1                                        | 1                                        | 5                                        | 2                                        |  |
| 1999                                     | Niet gekwalificeerd                      | Niet gekwalificeerd                      | Niet gekwalificeerd                      | Niet gekwalificeerd                      | Niet gekwalificeerd                      | Niet gekwalificeerd                      | Niet gekwalificeerd                      |  |
| 2001                                     | Niet gekwalificeerd                      | Niet gekwalificeerd                      | Niet gekwalificeerd                      | Niet gekwalificeerd                      | Niet gekwalificeerd                      | Niet gekwalificeerd                      | Niet gekwalificeerd                      |  |
| 2003                                     | Groepsfase                               | 3                                        | 0                                        | 1                                        | 2                                        | 0                                        | 5                                        |  |
| 2005                                     | Vierde plek                              | 5                                        | 2                                        | 3                                        | 0                                        | 8                                        | 5                                        |  |
| 2007                                     | Niet gekwalificeerd                      | Niet gekwalificeerd                      | Niet gekwalificeerd                      | Niet gekwalificeerd                      | Niet gekwalificeerd                      | Niet gekwalificeerd                      | Niet gekwalificeerd                      |  |
| 2009                                     | Niet gekwalificeerd                      | Niet gekwalificeerd                      | Niet gekwalificeerd                      | Niet gekwalificeerd                      | Niet gekwalificeerd                      | Niet gekwalificeerd                      | Niet gekwalificeerd                      |  |
| 2011                                     | Niet gekwalificeerd                      | Niet gekwalificeerd                      | Niet gekwalificeerd                      | Niet gekwalificeerd                      | Niet gekwalificeerd                      | Niet gekwalificeerd                      | Niet gekwalificeerd                      |  |
| 2013                                     | Niet gekwalificeerd                      | Niet gekwalificeerd                      | Niet gekwalificeerd                      | Niet gekwalificeerd                      | Niet gekwalificeerd                      | Niet gekwalificeerd                      | Niet gekwalificeerd                      |  |
| 2015                                     | Niet gekwalificeerd                      | Niet gekwalificeerd                      | Niet gekwalificeerd                      | Niet gekwalificeerd                      | Niet gekwalificeerd                      | Niet gekwalificeerd                      | Niet gekwalificeerd                      |  |
| 2017                                     | Niet gekwalificeerd                      | Niet gekwalificeerd                      | Niet gekwalificeerd                      | Niet gekwalificeerd                      | Niet gekwalificeerd                      | Niet gekwalificeerd                      | Niet gekwalificeerd                      |  |
| 2019                                     | Niet gekwalificeerd                      | Niet gekwalificeerd                      | Niet gekwalificeerd                      | Niet gekwalificeerd                      | Niet gekwalificeerd                      | Niet gekwalificeerd                      | Niet gekwalificeerd                      |  |
| 2021                                     | Kwartfinale                              | 4                                        | 2                                        | 2                                        | 0                                        | 4                                        | 0                                        |  |
| 2023                                     | Niet gekwalificeerd                      | Niet gekwalificeerd                      | Niet gekwalificeerd                      | Niet gekwalificeerd                      | Niet gekwalificeerd                      | Niet gekwalificeerd                      | Niet gekwalificeerd                      |  |
| 2025                                     | Tweede plek                              | 6                                        | 4                                        | 1                                        | 1                                        | 8                                        | 4                                        |  |
| Totaal                                   |                                          | 46                                       | 22                                       | 11                                       | 13                                       | 53                                       | 37                                       |  |

## Arab Nations Cup
| Arab Nations Cup overzicht | Arab Nations Cup overzicht | Arab Nations Cup overzicht | Arab Nations Cup overzicht | Arab Nations Cup overzicht | Arab Nations Cup overzicht | Arab Nations Cup overzicht | Arab Nations Cup overzicht | Arab Nations Cup overzicht |
| Jaar                       | Ronde                      | Wed.                       | W                          | G                          | V                          | DV                         | DT                         |                            |
| -------------------------- | -------------------------- | -------------------------- | -------------------------- | -------------------------- | -------------------------- | -------------------------- | -------------------------- | -------------------------- |
| 1983                       | Halve finale               | 7                          | 5                          | 1                          | 1                          | 9                          | 3                          |                            |
| 1985                       | Groepsfase                 | 2                          | 0                          | 1                          | 1                          | 0                          | 2                          |                            |
| 1987                       | Kampioen                   | 6                          | 5                          | 1                          | 0                          | 14                         | 4                          |                            |
| 1992                       | Geannuleerd                | Geannuleerd                | Geannuleerd                | Geannuleerd                | Geannuleerd                | Geannuleerd                | Geannuleerd                | Geannuleerd                |
| 2011                       | Kampioen                   | 5                          | 3                          | 2                          | 0                          | 6                          | 3                          |                            |
| 2013                       | Groepsfase                 | 3                          | 1                          | 1                          | 1                          | 3                          | 3                          |                            |
| 2014                       | Geannuleerd                | Geannuleerd                | Geannuleerd                | Geannuleerd                | Geannuleerd                | Geannuleerd                | Geannuleerd                | Geannuleerd                |
| 2020                       | Halve finale               | 5                          | 4                          | 0                          | 1                          | 12                         | 7                          |                            |
| 2021                       | Kwartfinale                | 4                          | 3                          | 1                          | 0                          | 16                         | 2                          |                            |
| 2022                       | Kwartfinale                | 3                          | 2                          | 0                          | 1                          | 6                          | 4                          |                            |
| Totaal                     |                            | 35                         | 23                         | 7                          | 5                          | 66                         | 28                         |                            |